# Amal El-Mohtar
Amal El-Mohtar (Ottawa, 13 december 1984) is een Canadese schrijfster van sciencefiction- en fantasyverhalen en -gedichten. Ze won hiervoor onder meer drie Locus Awards, twee Hugo Awards, twee Nebula Awards, een BSFA Award en drie Rhysling Awards.

## Biografisch
El-Mohtar werd geboren in Canada als dochter van ouders van Libanese afkomst. Ze begon in 2005 met het publiceren van gedichten en korte verhalen in het fantasygenre, zoals The Crow’s Caw, Sparrow and Egg en Night of the Girl Goblin. Ze won in 2009 haar eerste Rhysling Award, voor het gedicht Song for an Ancient City. Diezelfde prijs won ze opnieuw in 2011 (voor Peach-Creamed Honey) en 2014 (voor Turning the Leaves).
El-Mohtar kreeg in 2014 voor het eerst een onderscheiding voor een van haar korte verhalen. Ze won toen een Locus Award voor The Truth About Owls. Deze prijs won ze opnieuw in 2016 voor Seasons of Glass and Iron, evenals haar eerste Hugo Award en Nebula Award. El-Mohtar bracht in 2019 haar tot dan langste werk uit, de novelle This Is How You Lose the Time War. Deze schreef ze samen met fantasyschrijver Max Gladstone. Het verhaal (vormgegeven als een briefroman) gaat over twee personages (Red en Blue) die door de tijd reizen en elkaar geheime boodschappen sturen. Daarbij schreef El-Mohtar de volledige correspondentie van Blue en Gladstone die van Red. Hiervoor wonnen ze samen zowel een Locus, een Hugo een Nebula als een BSFA Award.

### Boeken
- 2010 - The Honey Month (verhalenbundel)
- 2019 - This Is How You Lose the Time War (novelle, samen met Max Gladstone)